# The Devil's Pass Key

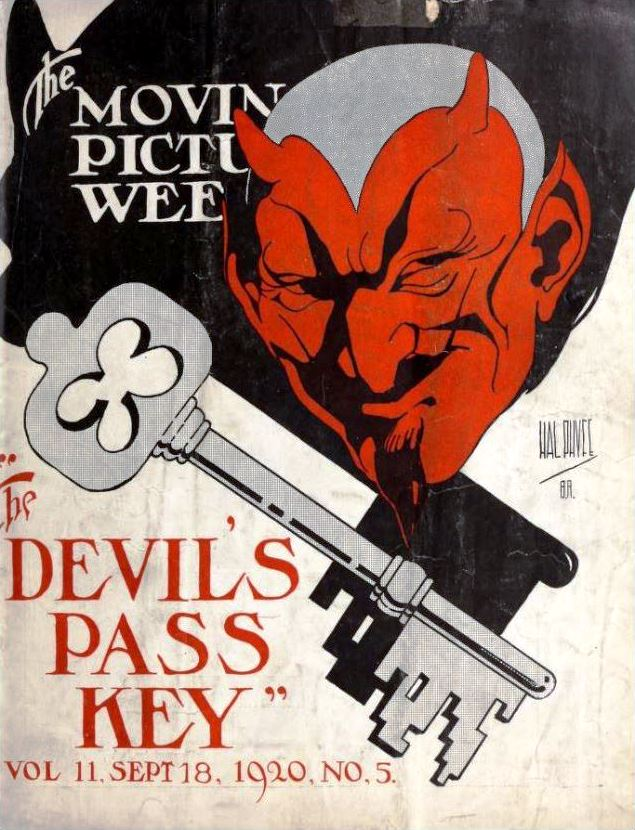
Anunci de la pel·lícula aparegut a la portada del 18 de setembre de 1920 a la revista The Moving Picture Weekly

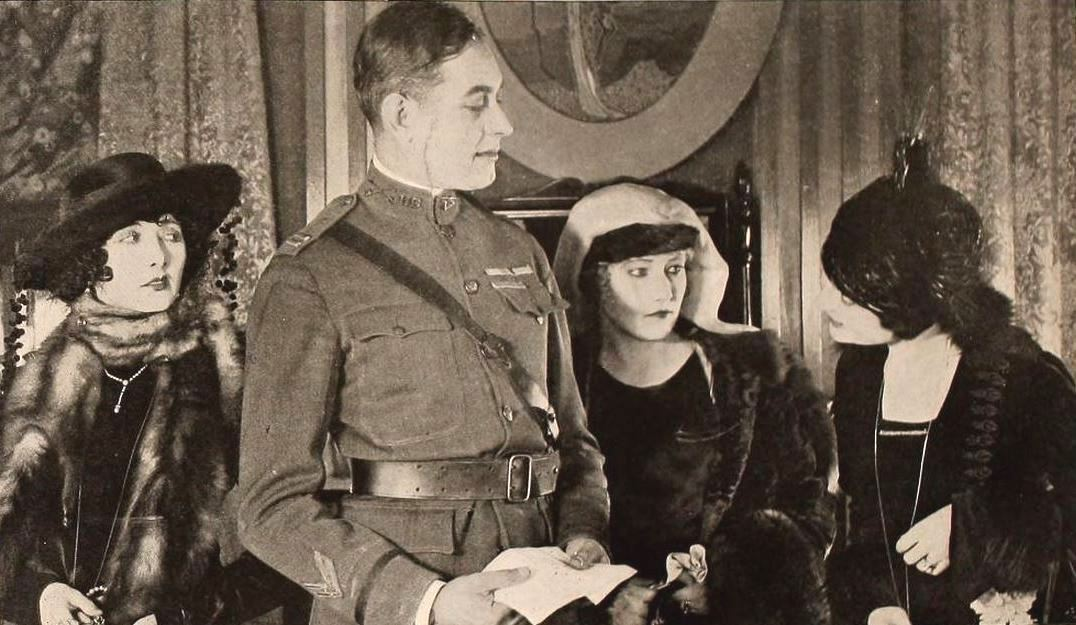
Mae Busch, Clyde Fillmore, Una Trevelyn i Maude George en un fotograma de la pel·lícula

The Devil's Pass Key (també coneguda com “The Devil's Passkey”) és una pel·lícula muda dirigida per Erich von Stroheim i protagonitzada per Sam de Grasse, Mae Busch i Maude George. Basada en el relat "Clothes and Treachery" de la baronessa Olga de Meyer, es va estrenar el 30 d’agost de 1920. Es la pel·lícula més desconeguda dirigida per Stroheim, en part perquè es tracta d’una pel·lícula perduda i en part perquè el director mai més s’hi referí en les diferents entrevistes que se li feren.

## Argument
Grace Goodwright, l'esposa de Warren Goodwright, un dramaturg en dificultats que viu a París, és una dona extravagant acostumada a viure per sobre de les seves possibilitats. Grace deu diners a la modista Madame Malot, que suggereix que el ric Rex Strong podria oferir la solució als seus problemes financers. Strong ofereix a Grace un préstec a canvi de favors sexuals. Quan Grace s’hi nega, Madame Malot s'enfada davant la perspectiva de perdre els seus diners i intenta forçar Grace fent-li xantatge. Warren llegeix el relat de l'escàndol en un diari de París on no s'esmenten noms i decideix escriure una obra de teatre sobre la situació en general. L'obra es converteix en un gran èxit però tot Paris es riu de Warren que no sap que el seu personatge principal és la seva dona. En descobrir-ho, Warren decideix matar Strong però a l'últim moment hi renuncia, convençut de la innocència de la seva dona.

## Repartiment
- Sam de Grasse (Warren Goodright)
- Una Trevelyn (Grace Goodright)
- Clyde Fillmore (capità Rex Strong)
- Mae Busch (La Belle Odera)
- Maude George (Madame Malot)
- Leo White (Amadeus Malot)
- Jack Matheis (comte De Trouvere)
- Ruth King (Yvonne Strong)
- Al Edmondson (Alphonse Marior, reporter)
- Edward Reinach (director del Theatre Français)

## Producció
Després del gran èxit de la seva primera pel·lícula, “Blind Husbands” amb la Universal, Stroheim va tenir l’oportunitat de tornar a rodar. L’èxit havia sigut tan momentani que l'estudi encara no tenia pensat cap guió però l’agost del 1919 adquirí els drets d’un relat encara no publicat, “Clothes and Treachery”, de la baronessa de Meyer ambientat a París per 750 dòlars. Stroheim ja havia començat a treballar-hi abans i a l’octubre ja tenia enllestit el guió. En el càsting de la pel·lícula repetia la seva estrella, Sam de Grasse, i apareixien dues noves actrius que després comptarien altres cops per al director: Mae Busch i Maude George. Les dues apareixerien després a “Esposes Frívoles”(1923) i George també apareixeria a “Merry-Go-Round” (1923). En els primers comunicats de premsa s’assegurava que Stroheim interpretaria la part del comte de Trouvere però més tard va decidir donar-lo a Jack Matheis. Cal remarcar també que al director no li agradaven els actors de teatre ja que trobava que sobreactuaven i bona part del repartiment corregué a càrrec d’actors de vodevil i de comèdies musicals.
La producció es va fer sota el segell d’alta qualitat de la Universal, Universal Jewell Production Deluxe. Per a una escena de ball Stroheim va afegir diferents flashos de color verd, violeta, vermell, rosa i àmber per lo que se l’ha considerat com una de les pel·lícules pioneres en usar el color per donar un matís psicològic a l'escena. No és clar quina durada tenia el muntatge que en feu el director. Algunes versions indiquen 12 bobines, mentre que d'altres afirmen que el seu muntatge no arribava a les nou bobines. La Universal però l’acabà deixant en les vuit bobines finals.